# حمض اللاكسيرويك
حمض اللاكسيرويك (أو حسب التسمية النظامية حمض الدوترياكونتانويك) هو حمض كربوكسيلي له الصيغة الكيميائية C32H64O2، والتي يمكن كتابتها على الشكل CH3(CH2)30COOH. ويكون على شكل صلب أبيض اللون. ينتمي حمض اللاكسيرويك إلى الأحماض الدهنية المشبعة.

## الوفرة الطبيعية
يوجد المركب في الطبيعة ضمن مكونات بعض المنتجات الطبيعية الشمعية، مثل الشيلاك واللانولين (شمع الصوف)؛ كما يوجد في تركيب شمع أوراق بعض النباتات، وكذلك في تركيب شمع مونتان.

## الخواص
يوجد المركب في الشروط القياسية على هيئة مادة صلبة، ذات لون أبيض، وهي غير منحلة عملياً في الماء، لكنها تذوب في المذيبات العضوية.

## اقرأ أيضاً
- حمض دهني